# Heinrich Robert Göppert
Heinrich Robert Göppert (* 14. März 1838 in Breslau; † 18. Mai 1882 in Berlin) war ein deutscher Rechtswissenschaftler, Hochschullehrer und preußischer Ministerialbeamter.

## Leben
Als Sohn des Naturwissenschaftlers Heinrich Göppert studierte Göppert Rechtswissenschaft an der Schlesischen Friedrich-Wilhelms-Universität Breslau, der Ruprecht-Karls-Universität Heidelberg und der Humboldt-Universität Berlin|-Wilhelms-Universität Berlin. Er promovierte 1858 und habilitierte sich 1863 zum Römischen Zivilrecht 1863 in Breslau. Zunächst Privatdozent, wurde er 1865 zum außerordentlichen und 1868 zum ordentlichen Professor ernannt. Zugleich war er Stadtverordneter für Bildung in Breslau.
1873 als wissenschaftliche Hilfskraft in das Preußische Ministerium der geistlichen, Unterrichts- und Medizinalangelegenheiten berufen, wirkte er (seit 1874 als vortragender Rat) für die preußischen Hochschulen.
Aus glücklicher Ehe mit Gertrud Landsberg überlebten ihn neben zwei Töchtern fünf Söhne, von denen zwei Juristen, zwei Mediziner und einer Militär wurde, darunter:
- Heinrich Göppert
- Ernst Göppert

Seine Enkelin war Maria Goeppert-Mayer.

## Schriften
- Beiträge zur Lehre vom Miteigentum nach dem preußischen allgemeinen Landrecht. Halle 1864
- Über die organischen Erzeugnisse, eine Untersuchung aus dem römischen Sachenrecht. Halle 1869
- Ueber die Bedeutung von ferruminare und adplumbare in den Pandekten. Einladungsschrift zur Habilitationsrede am 6. November 1869. Gosohorsky, Breslau 1869
- Über einheitliche, zusammengesetzte und Gesamtsachen nach römischem Recht. Halle 1871

Aus seinem Nachlass veröffentlichte E. Eck in den Jahrbüchern für die Dogmatik des Privatrechts (Band 22, 1884) die Abhandlung Das Prinzip: Gesetze haben keine rückwirkende Kraft, geschichtlich und dogmatisch entwickelt. Vgl. den Nekrolog im Zentralblatt für die gesamte Unterrichtsverwaltung in Preußen, 1882.